# Maxime Sivis
Maxime Sivis, né le 1er avril 1998 à Cholet (France), est un footballeur franco-congolais jouant au poste d'arrière droit au Dinamo Bucarest.

## Biographie

### En club
Maxime Sivis commence le football à l'âge de six ans au SO Cholet, où il évolue pendant près de dix ans en catégories de jeunes avant de rejoindre le SCO d'Angers en 2013. Il commence sa carrière en seniors avec la réserve angevine en 2015, mais, n'étant pas encore apparu sous le maillot de l'équipe première en 2018, il rejoint librement l'US Quevilly-Rouen en National.  
En 2019, après une saison et 13 rencontres jouées en championnat avec le club normand, il s'engage avec l'US Concarneau. Il apparaît à seize reprises en National avant de rejoindre le Red Star FC à l'été 2020. Titulaire indiscutable avec son nouveau club, il se blesse face à Créteil et ne peut disputer la fin de saison avec le Red Star.   
Toutefois, ses bonnes performances le conduisent à signer en juin 2021 en Ligue 2, à l'En avant de Guingamp, pour un contrat de trois saisons. Le 21 septembre suivant, il dispute sa première rencontre et marque son premier but en Ligue 2 face au FC Sochaux-Montbéliard. Il marque à nouveau deux semaines plus tard face au Rodez AF puis contre le Dijon FCO en fin de saison et clôt l'exercice à trois buts et cinq passes décisives en 25 matchs.  

### En sélection
Possédant la nationalité congolaise de par son père, il apparaît à une reprise avec l'équipe U17 de la RDC en 2015, lors d'un match amical face à l'Angleterre U17.

## Statistiques
| Saison                | Club                  | Championnat           | Championnat | Championnat | Championnat | Coupe(s) nationale(s) | Coupe(s) nationale(s) | Coupe(s) nationale(s) | Total | Total | Total |
| Saison                | Club                  | Division              | M.          | B.          | P.d.        | M.                    | B.                    | P.d.                  | M.    | B.    | P.d.  |
| 2018-2019             | US Quevilly-Rouen     | National              | 13          | 0           | 0           | -                     | -                     | -                     | 13    | 0     | 0     |
| 2019-2020             | US Concarneau         | National              | 16          | 0           | 1           | 2                     | 0                     | 0                     | 18    | 0     | 1     |
| 2020-2021             | Red Star FC           | National              | 20          | 0           | 2           | 3                     | 0                     | 0                     | 23    | 0     | 2     |
| 2021-2022             | EA Guingamp           | Ligue 2               | 25          | 3           | 5           | 1                     | 0                     | 0                     | 26    | 3     | 5     |
| 2022-2023             | EA Guingamp           | Ligue 2               | 9           | 0           | 0           | 1                     | 0                     | 0                     | 10    | 0     | 0     |
| Sous-total            | Sous-total            | Sous-total            | 34          | 3           | 5           | 2                     | 0                     | 0                     | 36    | 3     | 5     |
| Total sur la carrière | Total sur la carrière | Total sur la carrière | 83          | 3           | 8           | 7                     | 0                     | 0                     | 90    | 3     | 8     |